# Matt Turner (Fußballspieler)
Matthew Charles Turner (* 24. Juni 1994 in Park Ridge, New Jersey) ist ein US-amerikanischer Fußballtorwart und Nationalspieler. Er steht seit 2023 beim englischen Erstligisten Nottingham Forest unter Vertrag, ist aktuell jedoch an Crystal Palace ausgeliehen.

## Karriere

### Verein
Matt Turner begann seine Karriere in der Universität von Fairfield Stags. Im August 2014 und 2015 wechselte er per Leihe zu Jersey Express. Im März 2016 folgte dann der ablösefreie Wechsel zum Erstligisten New England Revolution. Im April wurde er an die Richmond Kickers verliehen für die er 7 Spiele absolvierte. Im November 2016 kehrte er an New England zurück. Im März 2017 wurde er erneut zu den Richmond Kickers verliehen. Während dieser Leihe lief er in 20 Spielen für seinen Verein auf. Im November kehrte er wieder zurück zu New England. Am 4. März 2018 feierte er sein Debüt in der MLS. Es war eine 0:2-Niederlage gegen Philadelphia Union am 1. Spieltag. Bis Juli 2022 hatte er für seinen Verein 111 Pflichtspiele absolviert. Danach wechselte er für 6,36 Mio. € in die Premier League zum FC Arsenal.
Im August 2023 unterschrieb Turner einen Vierjahresvertrag bei Nottingham Forest, nachdem er beim FC Arsenal einsatzlos gewesen war. Für seinen neuen Verein startete er als Stammtorhüter in die Premier League 2023/24 und absolvierte siebzehn Ligaspiele, verlor jedoch im Saisonverlauf seinen Platz im Tor an Neuzugang Matz Sels. Ende August 2024 verlieh ihn Forest für die gesamte Spielzeit 24/25 an den Ligarivalen Crystal Palace.

### Nationalmannschaft
Matt Turner gab sein Nationalmannschaftsdebüt am 1. Februar 2021 gegen Trinidad und Tobago. Es war ein Freundschaftsspiel und endete mit einem 7:0-Sieg für die USA. Er war auch Stammtorwart beim Gold Cup 2021, den er mit seiner Mannschaft gewann. Er spielte auch bereits in der WM-Qualifikation und in der Nations League.

## Erfolge
- Gold Cup: 2021
- Supporters Shield: 2021